# Gideon Mer
Gideon Mer (hébreu : גדעון מר), né en 1894 à Panevėžys en Lituanie, mort le 22 mars 1961, est un médecin israélien, connu pour son travail concernant principalement l’éradication du paludisme. 
Il est le père de Arna Mer-Khamis, récipiendaire du prix Nobel alternatif en 1994, qui créa et anima un théâtre d'expression pour enfants palestiniens. Il est aussi le grand-père de Juliano Mer-Khamis, homme de théâtre, assassiné le 4 avril 2011 à Jénine près de son théâtre de « résistance culturelle », le Freedom theatre.

## Biographie
Gideon Mer étudie la médecine en Russie et en France. Il migre en Palestine en 1914, où il se consacre à la lutte contre le paludisme avec son assistant, Ahmed Ayoub Abdelghani, sur l’assainissement de la Galilée. Il est considéré comme l’un des vainqueurs de la malaria, dans les années 1930, en Palestine.